# Juli Sunyer Roig
Juli Sunyer Roig (Portbou, 1888-Barcelona, 1957) fou esportista, metge, jugador d'escacs, i dirigent esportiu.
Llicenciat en Medicina, practicant de l'atletisme, el 1917 va ser un dels fundadors del Catalunya Athletic Club, va ser jugador d'escacs, esport en el qual es va donar a conèixer durant els anys vint i principi dels trenta com a autor de problemes a la revista Els Escacs a Catalunya. Va ser elegit vicepresident de la Federació Catalana d'Escacs al mes de març de 1932. Set mesos després va ser elegit president de la Federació Catalana d'Atletisme, càrrec que va ocupar fins al juliol de 1933 i que li va donar també un lloc a la Federació Espanyola d'aquest esport, però no va deixar de ser directiu de la Catalana d'Escacs, de la qual al mateix 1933 va ser nomenat vicepresident. En la seva condició de federatiu, va ser jutge i cronometrador de moltes competicions atlètiques.